# Heinz Stöckel (Jurist)
Heinz Stöckel (* 15. Januar 1940 in Bayreuth; † 23. November 2015) war ein deutscher Jurist. Zum Ende seiner Laufbahn war er Generalstaatsanwalt in Nürnberg und Honorarprofessor an der Rechts- und Wirtschaftswissenschaftlichen Fakultät der Friedrich-Alexander-Universität Erlangen-Nürnberg.

## Werdegang
Nach einem Studium der Rechtswissenschaften promovierte Heinz Stöckel im Jahr 1966 an der Friedrich-Alexander-Universität Erlangen-Nürnberg zum Thema Gesetzesumgehung und Umgehungsgesetze im Strafrecht. Anschließend wurde er Staatsanwalt und Richter in Nürnberg und Neumarkt in der Oberpfalz, dort als Direktor des Amtsgerichts. Er wechselte an das Bayerische Staatsministerium der Justiz und wurde dort zunächst Referent für Strafrecht, später für die Personalangelegenheiten des Höheren Dienstes. 1985 ging er zurück nach Nürnberg und wurde am dortigen Oberlandesgericht zunächst Leitender Oberstaatsanwalt, von 1996 bis 2005 war er Generalstaatsanwalt. Außerdem war er seit 1996 Honorarprofessor für Strafrecht und Kriminologie im Fachbereich Rechtswissenschaft der Friedrich-Alexander-Universität Erlangen-Nürnberg.
Heinz Stöckel war verheiratet und hinterlässt zwei Töchter. Er ist auf dem Nürnberger Westfriedhof begraben.

## Gesellschaftliches Engagement
Heinz Stöckel war vielfach gesellschaftlich engagiert. So war er seit Gründung des Vereins Vorstandsmitglied der Gesellschaft für Museum und Kunst Zirndorf, langjähriger 2. Vorsitzender der Fürther Gesellschaft der Kunstfreunde und langjähriger Beirat im Vorstand der Dante Alighieri Gesellschaft Nürnberg. Für den Orden der Schwestern vom Göttlichen Erlöser (Niederbronner Schwestern) war er Ansprechpartner in Fällen von sexuellem Missbrauch.

## Ehrungen
2001 wurde Heinz Stöckel das Bundesverdienstkreuz am Bande verliehen. Außerdem war er seit 1994 Ritter des Verdienstordens der Italienischen Republik.